# Federation University Australia
Die Federation University Australia ist eine Universität in Ballarat, im australischen Bundesstaat Victoria.
Sie entstand 2013 durch den Zusammenschluss der University of Ballarat mit dem Gippsland Campus der Monash University. Der Ursprung der University of Ballarat liegt in der 1870 als „School of Mines Ballarat (SMB)“ für Goldminenarbeiter gegründeten Hochschule. 1994 erhielt sie die Bezeichnung University of Ballarat. 1998 firmierte sie mit der Schule für Minenbau und Industrie Ballarat mit einem Standort in Ararat sowie dem Wimmera Institut, einer Weiterbildungsinstitution, mit Standort in Stawell. Sitz der Universität ist der Mt Helen Campus in Mount Helen, der historische Bezirk von Ballarat sowie in Horsham, Stawell und Ararat.

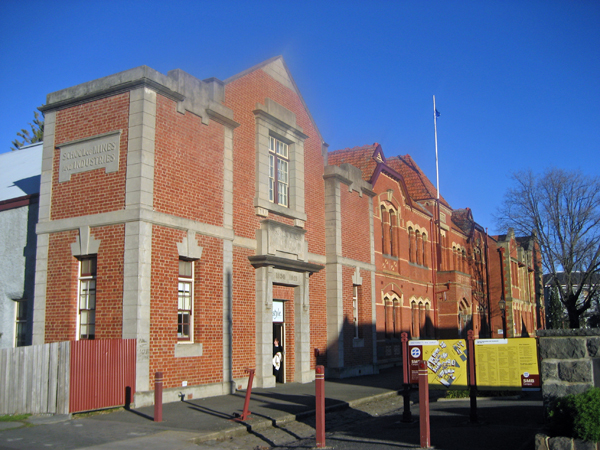
Hauptgebäude (SMB)

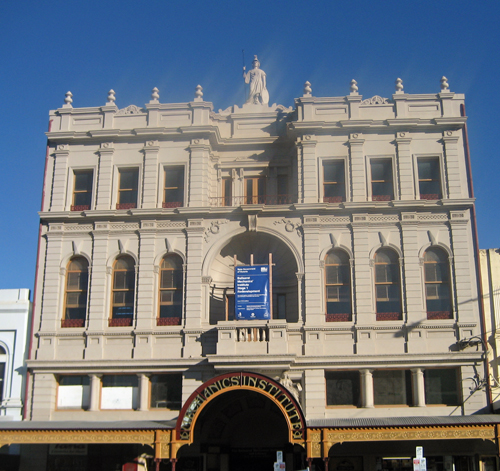
Institut für Mechanik

## Zahlen zu den Studierenden
2020 waren 16.793 Studierende an der Federation University Australia eingeschrieben (2016: 14.042, 2017: 13.724, 2018: 17.586, 2019: 18.710). 10.644 davon (63,4 %) hatten noch keinen ersten Abschluss, 10.293 davon waren Bachelorstudenten. 5.778 (34,4 %) hatten bereits einen ersten Abschluss und 293 davon arbeiteten in der Forschung. An der University of Ballarat waren 2008 rund 22.000 Studierende eingeschrieben, wobei circa 17.000 in tertiären Programmen – „Technical and Further Education (TAFE)“ – eingeschrieben waren.

## Fakultäten
- Bildende und darstellende Künste
- Verhaltensforschung, Sozialwissenschaften und Geisteswissenschaften
- Unternehmenswissenschaften
- Erziehungswissenschaften
- Hotellerie
- Bewegungs- und Sportwissenschaften
- Informatik und Mathematik
- Pflege-, Gesundheits- und Gesellschaftswissenschaften
- Naturwissenschaften, Angewandte Wissenschaften, Ingenieur- und Technikwissenschaften